# عنبريس بيقي الأوراق
العنبريس بيقي الأوراق أو عَرْن أو أنُوبريخس أو جُلُبان الحيّةأو سِلك (باللاتينية: Onobrychis viciifolia) نوع نباتي ينتمي إلى جنس العنبريس من الفصيلة البقولية.

## الموئل والانتشار
موطنه بعض مناطق أوروبا.